# José Vicente Marí Bosó
José Vicente Marí Bosó más conocido como Marí Bosó (n. Rafelbuñol, Comunidad Valenciana, España, 23 de julio de 1970) es un político, abogado y auditor español.

## Biografía
Nacido en el municipio valenciano de Rafelbuñol, el día 23 de julio de 1970.
En el año 1997 se licenció en Derecho por la Universidad de Valencia.
También tiene un máster en Auditoría contable y es miembro del Instituto de Censores Jurados de Cuentas de España (ICJCE).
Durante estos años atrás, ha estado trabajando en una consultoría y en una sociedad auditora junto a su padre Antonio Luis Marí, que fue Presidente de la Caja de Ahorros y Monte de Piedad de las Baleares ("más conocido como Sa Nostra").
Inició su carrera en el mundo de la política como miembro del Partido Popular (PP).
En el mes de mayo de 2013, el entonces Presidente José Ramón Bauzá le nombró como Consejero de Hacienda y Presupuestos del Gobierno Balear.
Fue cabeza de lista de su partido por Ibiza para las Elecciones al Parlamento de las Islas Baleares de 2015.
Como diputado autonómico ha pertenecido a su grupo parlamentario y ha sido Vicepresidente de la Comisión de Asuntos Sociales y Derechos Humanos, miembro de la Comisión de Economía y miembro titular de la diputación permanente. 
Luego el 13 de agosto de 2015, sustituyó a Vicent Serra Ferrer como Presidente del Partido Popular de Ibiza.
Tras las Elecciones generales de España de 2015 fue elegido diputado en el Congreso, por lo que renunció a su escaño en el Parlamento de las Islas Baleares, en el cual tuvo que ser sustituido por la política Tania Marí.
Al no forjarse la XI legislatura de España, volvió a ser reelegido diputado en las Elecciones generales de 2016.
En el Congreso de los Diputados cabe destacar, que es Vocal de la Comisión de Hacienda y Administraciones Públicas, de la Comisión de Presupuestos y Comisión Mixta para las Relaciones con el Tribunal de Cuentas.